# Campagna balcanica del 1529
La campagna balcanica del 1529 venne lanciata da Solimano il Magnifico per conquistare la capitale austriaca di Vienna e quindi permettere il consolidamento del dominio ottomani in Ungheria. Questa fu la risposta al primo tentativo di assalto di Ferdinando I all'Ungheria ottomana.

## Marzo
La marcia di Solimano su Vienna venne sostenuta dal suo vassallo, Jan Szapolyai, pretendente al trono d'Ungheria. Solimano inviò un esercito di 120 000 uomini verso nord il 10 maggio 1529. La sua campagna venne segnata da una serie di veloci successi: l'8 settembre Buda si arrese agli ottomani e Jan Szapolyai venne proclamato re d'Ungheria. Solimano si portò quindi oltre catturando Gran, Tata, Komárom e Raab ed annettendo praticamente tutte le conquiste fatte da Ferdinando I due anni prima. Il 27 settembre, Solimano raggiunse Vienna.

## Conseguenze
L'arrivo del sultano nell'Europa Centrale causò una notevole ondata di panico in tutto il continente. Martin Lutero, che aveva creduto che i turchi fossero la punizione divina contro i peccati dei cristiani modificò la propria visione e scrisse un libro dal titolo La Guerra con i Turchi nel 1529 richiedendo aiuto perché "il flagello di Dio" si abbattesse con vigore contro gli invasori. Ad ogni modo, quando Solimano iniziò ad assediare Vienna ogni aiuto sembrò vano.